# Gičin Funakoši
Gičin Funakoši (船越 義珍, Funakoši Gičin; 10. listopadu 1868 Okinawa – 26. dubna 1957 Okinawa) byl okinawský mistr bojového umění karate, které v roce 1921 formálně uvedl ve známost na hlavních japonských ostrovech.
Bývá nazýván zakladatelem moderního karate a o své cestě k mistrovství napsal knihu „Karatedó – Má životní cesta“.

## Životopis
Gičin Funakoši začal svou kariéru karate pod vedením jednoho z největších mistrů své doby: Ankó Asato.
Jeho vášeň pro karate začala okolo 12 let, když si hrál s nejstarším Asatovým synem a viděl Asatu trénovat na zahradě. Tréninky byly vždy velmi těžké a tvrdé a často se konaly v noci při světle lucerny, protože v té době bylo na Okinawě karate zakázáno. Funakoši musel opakovat stejné techniky a kata pro jejich zdokonalení.
Funakoši se rozhodl jít studovat medicínu. Ve škole si měl ustřihnout cop, jinak by nemohl studovat. Funakoši se rozhodl raději odejít ze školy, než aby se ostříhal a začal pracovat jako pomocný učitel na Okinawě. Práci učitele vykonával dalších 30 let. Asato seznámil Funakošiho se svým přítelem Ankó Itosu, který byl rovněž mistrem v karate. Funakoši od té doby trénoval pod oběma mistry. V roce 1921 cestoval japonský císař do Evropy a rozhodl se na své cestě navštívit Okinawu. Zde se setkal s Funakošim, který mu předvedl ukázky technik karate, které císaře ohromily.
Následující rok probíhala v Kjótu výstava tělesné výchovy a bojových umění, na kterou byl Funakoši vyslán, aby reprezentoval ostrov.
Zde se setkal s Džigorem Kanem, který ho pozval aby demonstroval své karate v Tokiu. Kana Funakošiho karate natolik okouzlilo, že ho vyzval aby zůstal v Japonsku a šířil zde své bojové umění. Funakoši se rozhodl zůstat. Jeho první tělocvična, ve které vyučoval karate, se nacházela na studentské koleji, kde pracoval jako vrátný. Zpočátku měl velmi málo žáků, ale postupem let se jejich počet zvyšoval. Začalo vznikat mnoho klubů karate a to zejména na vysokých školách.
Postupem času se Funakoši začal karate věnovat profesionálně. Z uspořených peněz v roce 1939 postavil své vůbec první dódžó (tělocvičnu, kde se učí karate). Jeho studenti toto dódžó pojmenovali Šótókan. Šótó byl Funakošiho pseudonym, kterým se podepisoval pod své básně. (Šótókan je v překladu dům vlnících se borovic. macu/šó-borovice, tó-vlny, kan-budova.) Toto dojo bylo v roce 1945 zničeno při americkém bombardování Japonska.
Funakoši napsal za svůj život mnoho knih o filozofii karate. Po smrti své manželky se vrátil do Tokia, kde pokračoval v učení karate.
Funakoši zemřel v dubnu 1957. Na jeho hrobě je nápis: „Karate nezná první útok“ (空手に先手無し [Karate ni sente naši])